# إيطاليا حية
إيطاليا حية أو إيطاليا فيفا هو حزب إيطالي تأسس يوم 18 سبتمبر 2019 على يد الرئيس الوزاء الأسبق ماتيو رينزي بعد انشقاقه على الحزب الديمقراطي.